# Jordskok
Jordskok (Helianthus tuberosus) er en op til to meter høj urt, der dyrkes på grund af sine næringsrige rodknolde, jordskokker. Den er i familie med solsikke og stammer oprindelig fra Nordamerika.

## Beskrivelse
Jordskok er en flerårig, urteagtig plante med en stiv, opret vækst. Stænglerne er ru og furede, marvfyldte og forgrenede på den øverste del. Bladene er spredtstillede, stilkede og hele. De er ægformede med ru overflade. Oversiden er græsgrøn, mens undersiden er lysegrøn. Blomstringen foregår i august-oktober afhængigt af voksestedet og sorten. Blomsterne er samlet i sidestillede kurve fra de øverste bladhjørner. Både de lange randkroner og de rørformede skivekroner er varmt gule. De er stærkt uregelmæssige, men tvekønnede. Frugterne er nødder uden fnok.
Rodsystemet består af de pære-, æble- eller tenformede knolde og et stort antal trævlerødder. Jordskokker breder sig meget let og er svære at komme af med, når først de har etableret sig i et bed. Det tilrådes derfor af nogle, at de dyrkes i beholdere, eller på anden vis inddæmmet. Knoldene oplagrer store mængder af stivelse og sukkerstoffer, inulin.
Højde x bredde og årlig tilvækst: 2,00 x 0,40 m (200 x 40 cm/år), heri dog ikke medtaget skud fra aflæggerknolde. 

## Hjemsted
Arten formodes at stamme fra den mexikanske højslette, men da den blev dyrket af de oprindelige folk i det meste af det østlige Nordamerika, er den naturaliseret dér. Den er knyttet til lysåbne eller let skyggede voksesteder med veldrænet, men ikke for tør jord og et højt humusindhold. 
Da man undersøgte ”skovbrynet” (overgangsbiotopen) mellem prærien og de østamerikanske skove langs flodsletterne i det østlige Missouri, USA, fandt man jordskok voksende dér sammen med bl.a. canadisk gyldenris, Cornus drummondii (en art af kornel), Helianthus grosseserratus (en art af solsikke), hjertebladet asters, kalkunfod, Leymus cinereus (en art af marehalm), præriehirse, soldagøje, sorghastrum nutans og virginsk vinterbær

## Historie
Planten har været dyrket i Nordamerika, længe før europæerne ankom, og den franske opdagelsesrejsende Samuel de Champlain fandt dem dyrket ved Cape Cod i 1605. Nogle franske nybyggere, der havde overlevet en sultvinter ved at spise knoldene, sendte dem i 1610 hjem til moderlandet, og på den måde nåede de frem til Paris i 1612. Derefter blev de dyrket hist og her i Centraleuropa, indtil de blev almindeligt kendte i den sidste del af 1900-tallet.

## Anvendelse
Rodknoldene er knudrede, og smagen er meget speciel. Som rå smager den nærmest nøddeagtig, og som tilberedt er smagen sødlig og lidt bitter. Jordskokken har et højt indhold af C-vitamin og K-vitamin samt sukkerstoffet inulin. Hvor kartofler gemmer næringsenergi i stivelse, oplagrer jordskokker næringsenergi i inulin. Jordskokker har desuden meget høje koncentrationer af raffinose i forhold til andre grøntsager, hvilket er årsagen til, at man prutter meget efter at have spist jordskokker.
Jordskokken kan spises revet rå i salat, eller kogt som alternativ til kartofler, eksempelvis i gratiner. Næringsværdien minder meget om kartofler.
Tip: Ved kogning kan tilføjes en smule citronsaft, som hindrer, at jordskokkerne misfarves.
| Portal | Portal:Botanik |

## Note
1. ↑  Dyrknings-side om jordskokker, Havenyt.dk, https://www.havenyt.dk/artikler/koekkenhaven/groensager/rodfrugter/1051.html, hentet 26-05-2021
2. ↑  J. E. Weaver: Flood Plain Vegetation of the Central Missouri Valley and Contacts of  woodland with Prairie (engelsk)
3. ↑  Tabel over raffinoseindhold i grøntsager, http://dietgrail.com/raffinose/ Arkiveret 25. maj 2021 hos  Wayback Machine, hentet 26-05-2021